# Noaide

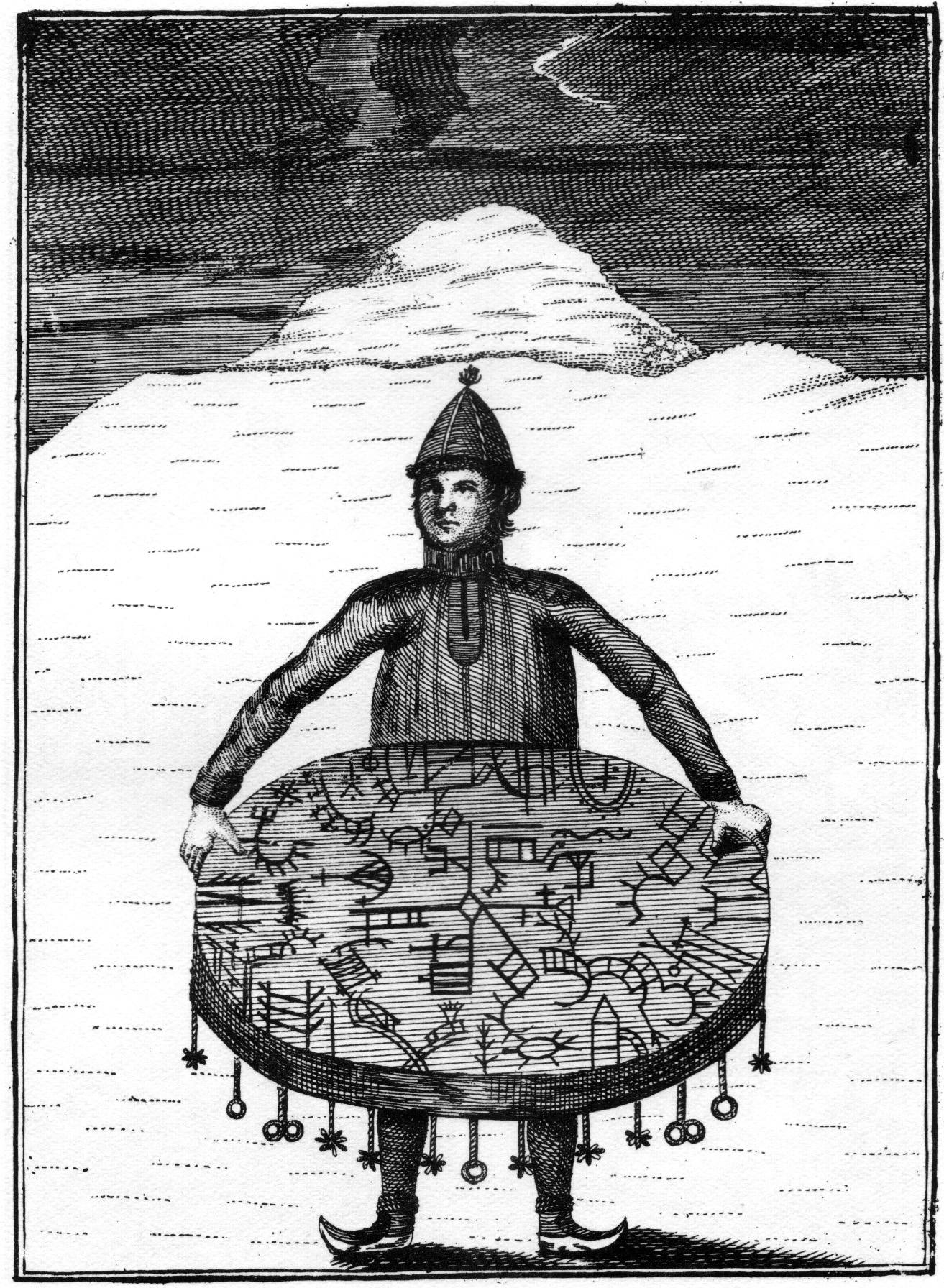
Raffigurazione di un noaide

Il noaide o noaidi o noajdde o nåejttie o nōjjd o niojtte o noojd o nuojd è lo sciamano presso il popolo dei Sami.
Questa figura rivestì un ruolo importante nella religione autoctona di questo popolo fino al XVIII secolo, ovvero fino alla conversione dei Sami al Cristianesimo.
L'ultimo grande noaide fu un certo Dopar.

## Storia
Le prime fonti scritte riguardo alla religione tradizionale dei sami e quindi anche all'attività dei noaide risalgono al XVIII secolo e si devono ai missionari norvegesi. Tra questi, figurava un certo Isaac Olsen.

## Ruolo e funzioni di un noaide

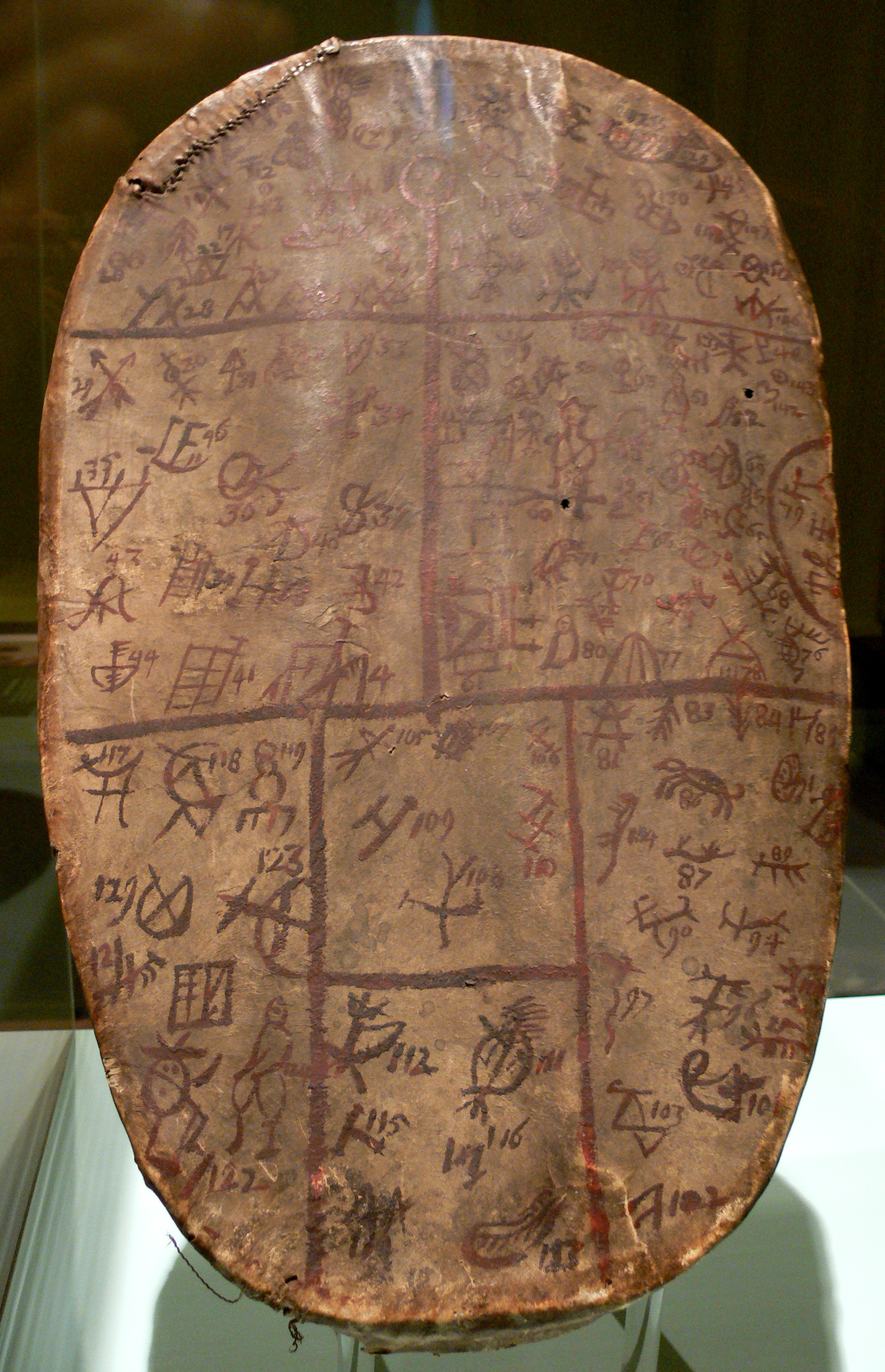
Il tamburo sciamanico sami, usato dal noaide

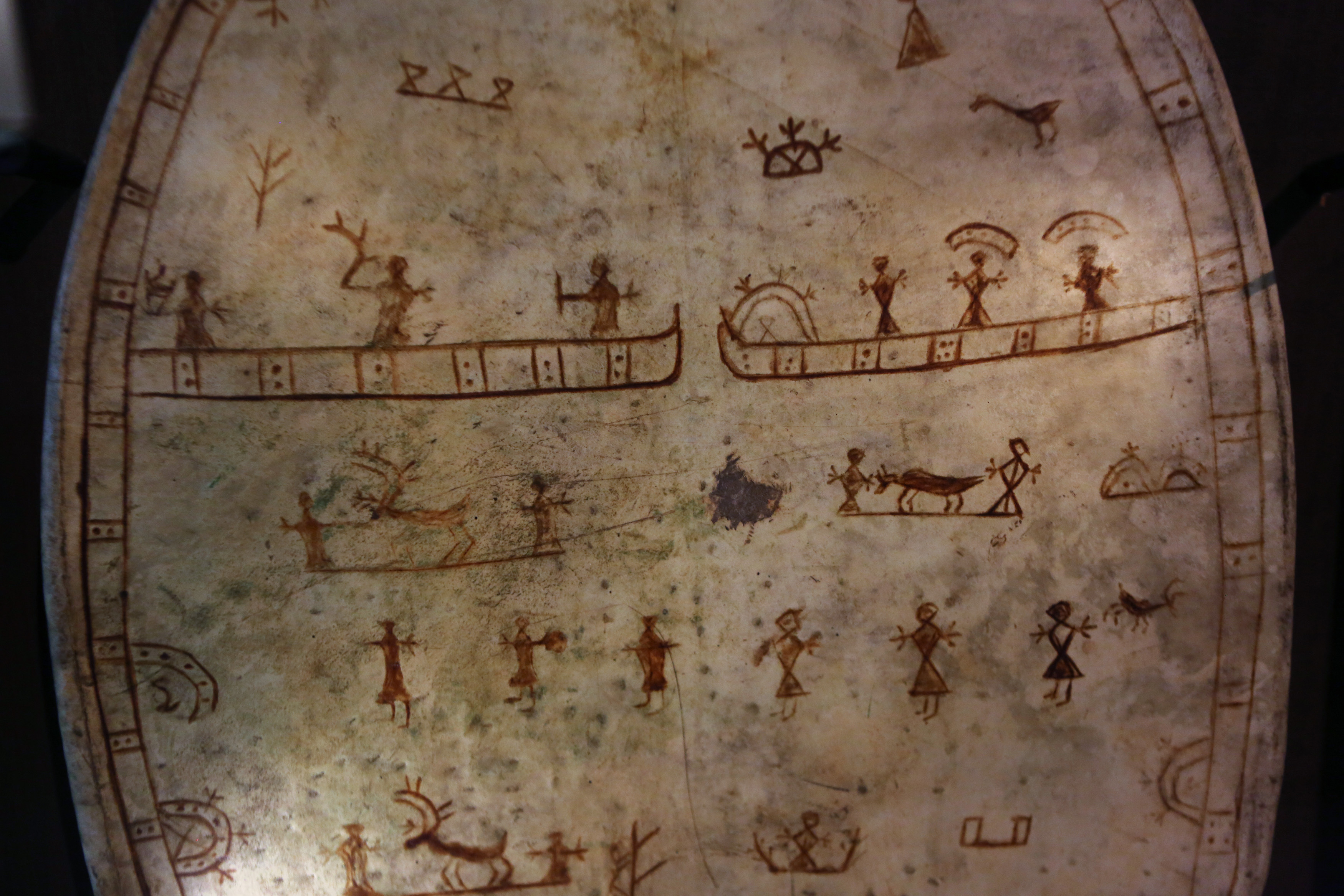
Tipici disegni di un tamburo sciamanico sami

In un tradizionale villaggio sami, il noaide era normalmente colui che era preposta a risolvere i problemi di una singola persona o di un nucleo familiaree rappresentava una sorta di "ponte" tra il mondo dei vivi e quello dei morti o del soprannaturale. Esistevano tuttavia non solo noaide "buoni (che venivano chiamati ipmillaš, ovvero "uomo saggio (di Dio)"), ma anche noaide considerati cattivi, chiamati boranoaidi e che potevano nuocere alle persone.
Il ruolo di noaide poteva essere ricoperto sia da un uomo che da una donna (anche se le fonti riguardo a noaide femmine sono piuttosto scarse a causa di una forma di maschilismo nel considerare la donna in ruoli importanti della società). Tuttavia tale ruolo non era appannaggio di chiunque, bensì soltanto a persone considerate di particolare talento, che venivano appositamente scelte dagli spiriti soprannaturali.
Prima di diventare noaide bisognava sottoporsi ad un duro allenamento.
Tra le principali funzioni del noaide vi era quella di guaritore: spettava a lui infatti "recuperare" l'anima di una persona malata, anima che - secondo le antiche concezione dei Sami - si era momentaneamente distaccata dal corpo per rifugiarsi nel regno dei morti. Poteva inoltre prevedere il futuro oppure indicare dove si trovava una mandria di renne.
Nell'esercizio delle sue funzioni spirituali, il noaide chiedeva aiuto a degli spirti tutelari zoomorfi chiamati (noaide)gázzi, ovvero "compagno (del noaide)", o noaiddesvuoigŋa, ovvero "spiriti del noaide", nei quali poteva anche trasformarsi., facendo ricorso all'estasi e alla visioni. Tra questi, vi era un uccello chiamato noaideloddi, un pesce chiamato noaideguolli e una renna chiamata noaidesarvvis.
Lo sciamano sami si serviva inoltre di uno speciale tamburo chiamato in lingua locale goavddis e che era ricoperto in pelli sulle quali erano raffigurate figure mitologiche e altri esseri soprannaturali. Il tamburo veniva riempito dallo stesso noaide di anelli e di nove pezzi presi da una scopa considerata magica ed in seguito percosso da un martello in rame o da un corno: costituiva una sorta di "mappa" o "bussola" per addentrarsi nel mondo del soprannaturale.
Nel corso della sua opera di guaritore, il noaide recitava delle formule in lingue sconosciute, che il malato doveva ripetere.
Il noaide poteva anche estrarre la saliva di un malato e metterla in una bottiglia, per poi darla ad un'altra persona, che sarebbe quindi morta.
Il noaide soleva inoltre sacrificare ai seite renne e persino dei bambini.